# Onni Pellinen
Onni Wilhelm Pellinen (ur. 14 lutego 1899 w Hankasalmi, zm. 30 października 1945 w Stambule) – fiński zapaśnik. Trzykrotny medalista olimpijski.
Walczył w stylu klasycznym, w kategorii półcieżkiej (do 82,5 i 87 kg). Brał udział w trzech igrzyskach (IO 24, IO 28, IO 32), za każdym razem zdobywał medale. Największy sukces odniósł na igrzyskach w 1932 zajmując drugie miejsce. Na dwóch poprzednich igrzyskach sięgał po brąz. W 1929 i 1931 zwyciężał w mistrzostwach Europy. W latach 1926–1927, 1929, 1931-32 oraz 1935 zostawał mistrzem Finlandii w stylu klasycznym, w 1933 triumfował także w wolnym. Od 1935 pracował z kadrą Turcji.